# Королівський Німецький легіон
Королівський Німецький Легіон — військовий підрозділ британської армії з вояків-емігрантів німецького походження (головним чином, ганноверців), що існував у 1803–1816 роках та брав активну участь в Наполеонівських війнах.

## Історія
Внаслідок ліквідації Ганноверського курфюрства за  Артленбурзькою конвенцією від 5 липня 1803 року ганноверську армію було розпущено. Чимало колишніх ганноверських солдат та офіцерів втекли з Ганноверу, окупованого  французькими військами, до  Великої Британії. Королем Великої Британії на той час був Георг III, що належав до  Ганноверської династії і був одночасно і ганноверським курфюрстом . В тому ж році полковник фон Деккен та майор Колін створюють з вояків-емігрантів підрозділ легкої піхоти, який отримав назву «Королівський Німецький полк». 19 грудня 1803 року полк було розширено за рахунок добровольців з інших родів військ та розгорнуто в з'єднання під назвою «Королівський Німецький Легіон». Легіон складався з  піхоти,  кінноти та  артилерії, а також підрозділу інженерів. За 13 років свого існування через Легіон пройшло близько 28 тисяч вояків. Легіон брав участь в бойових діях у Ганновері,  Померанії,  Нідерландах та  Піренейському півострові. Під командою Артура Веллслі, майбутнього   герцога Веллінгтона, Легіон брав участь в усіх великих битвах британської армії, зазнавав значних втрат. Особливо відзначилися драгуни Легіону у битві під Гарсієрнандесом, коли за кілька хвилин зім'яли 2 французьких каре. Інший подвиг вояків Легіону пов'язаний з  битвою при Ватерлоо. Тоді солдати 2-го батальйону легкої піхоти за підтримки 1-го батальйону легкої піхоти та 5 -го лінійного батальйону, протягом 6 годин героїчно боронили ферму Ла-Е-Сент та дорогу поруч. Це мало важливе значення для становища британських військ при Ватерлоо.
Протягом усього періоду свого існування Легіон відзначався зразковою дисципліною та підготовкою своїх вояків. Кавалерійські частини Легіону вважалися одними з найкращих в усій британській армії. Після Ватерлоо та завершення  Наполеонівських війн Ганноверське курфюрство було відновлено в статусі Ганноверського королівства. Тоді ж відновлено ганноверську армію. У 1816 році Королівський Німецький Легіон був передислокований до Ганноверу та офіційно розпущено. Втім, більша частина колишніх підрозділів Легіону влилася до складу новосформованої армії Ганноверу, зберігши усі відзнаки отримані у війнах з  Наполеоном. Після об'єднання Німеччини у 1871 році армія Ганновера стала складовою частиною армії  Німецької імперії.

## Кампанії
Хоча Легіон ніколи не воював в повному складі як окрема військова одиниця, його підрозділи брали участь в кампаніях у Ганновері, Померанії, Копенгагені і  Валхерном, Піренейській кампанії під командою генерала Джона Мура (до відступу до Ла-Коруньї), а потім  продовжили Піренейську кампанію на чолі з герцогом Веллінтоном. Королівський Німецький Легіон узяв участь у таких битвах як Буссако, Барроса, Фуентес-де-Оньєро, Альбуера, Сьюдад-Родріго, Саламанка, Гарсія Ернандес, Бургос, Вента-дель-Посо, Вітторія, Сан-Себастьян, Нівель, Сицилія; в східній частині Іспанії, Північній Німеччині та Герді. 

## Структура Королівського Німецького легіону
Піхота:
- 1-й батальйон легкої піхоти
- 2-й батальйон легкої піхоти
- 1-й лінійний батальйон
- 2-й лінійний батальйон
- 3-й лінійний батальйон
- 4-й лінійний батальйон

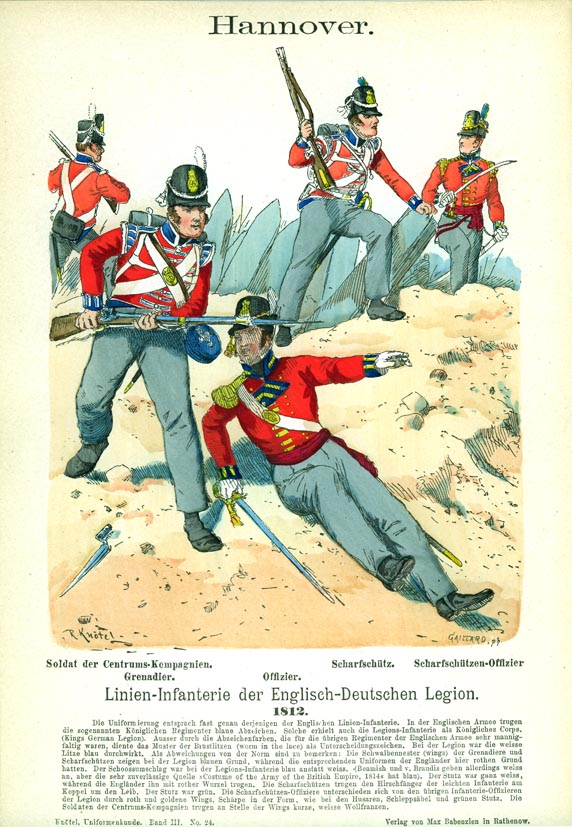
Солдати лінійної піхоти Королівського Німецького Легіону

- 5-й лінійний батальйон (1805–1816)
- 6-й лінійний батальйон
- 7-й лінійний батальйон
- 8-й лінійний батальйон (1806–1816)

Кавалерія:

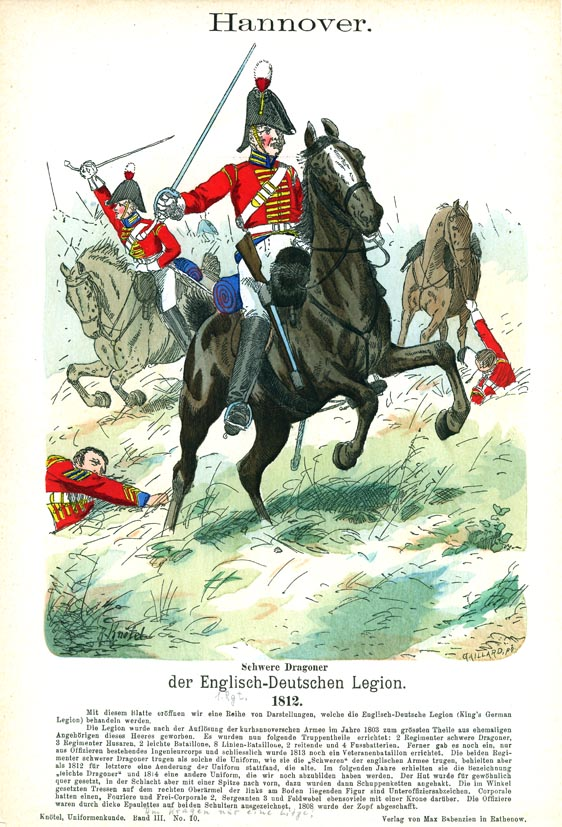
Драгун Королівського Німецького Легіону

- 1-й драгунський полк (1804–1813), переформований у 1-й полк легких драгун (1814–1816)
- 2-й драгунський полк (1805–1813), переформований у 2-й полк легких драгун (1814–1816)
- 1-й полк легких драгун (1804–1813), переформований у 1-й гусарський полк (1814–1816)
- 2-й полк легких драгун (1805–1813), переформований у 2-й гусарський полк (1814–1816)
- 3-й полк легких драгун (1805–1813), переформований у 3-й гусарський полк (1814–1816)

(Драгунські полки, що були на становищі британських важких драгун, були переформовані в легкі через нестачу легкої кавалерії; легкі драгунські були переформовані у гусарські, тому що фактично носили гусарську форму і ця назва більш влаштовувала педантичних німців)

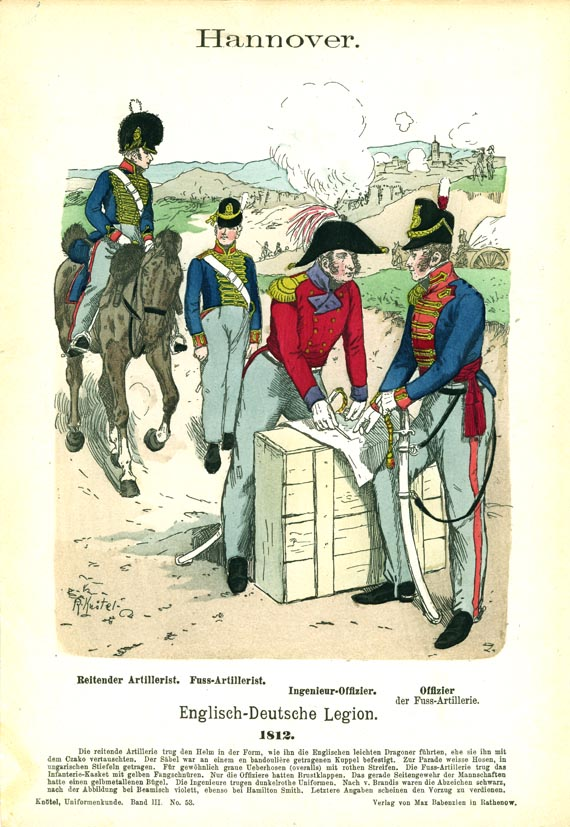
Артилеристи та інженери Королівського Німецького Легіону

Артилерія та інженери:
- Королівська Німецька артилерія
  - 2 батареї кінної артилерії
  - 4 батареї пішої артилерії
- Королівські Німецькі інженери

## Пам’ять
- Меморіальні дошки на зовнішній стіні Ла-Е-Сент
- Пам’ятник навпроти Ла-Е-Сент на честь полеглих вояків Королівського Німецького Легіону
- Ганновер – колони в пам’ять Ватерлоо
- Ганновер – біля площі Ватерлоо перед архівами встановлена статуя Карла фон Альтена
- Ганновер – також поруч з архівами встановлена табличка з ім’ям майора Легіону Георга Барінга
- Ганновер – Легіонерський міст через ріку Іме (спочатку називався міст Ватерлоо, а пізніше перейменований на честь Королівського Німецького Легіону)
- Оснабрюк - Хегер-Тор, котрі раніше називалися  Ватерлоо Top або ворота Ватерлоо, на честь офіцерів і солдат Королівського Німецького Легіону
- Пам’ятний камінь у Віттінгені, Нижня Саксонія. Напис: Королівський Німецький Легіон  1803-1815 – Піренейський півострів, Ватерлоо, Герде
- На горі Герденер – камінь  на честь Карла Людвіга фон Хьолле, що загинув при Ватерлоо
- На пам’ятнику  битві при Вітторії  стоїть дошка на честь Королівського Німецького Легіону